# Grand Prix moto des Nations 1990
Le Grand Prix moto des Nations 1990, également connu sous le nom de Grand Prix moto d'Italie 1990, est la quatrième manche du championnat du monde de vitesse moto 1990. La compétition s'est déroulée entre le 18 au 20 mai 1990 sur le Misano World Circuit.